# Słuch muzyczny
Słuch muzyczny – umiejętność rozpoznawania za pomocą zmysłu słuchu określonych cech dźwięków muzycznych: wysokości, barwy, głośności lub natężenia oraz rytmu, liczby i relacji między kilkoma brzmiącymi jednocześnie dźwiękami.
- Słuch wysokościowy (melodyczny)[2] pozwala odróżniać dźwięki wysokie od niskich. Umiejętność rozpoznawania wysokości jednego dźwięku względem innego nazywa się słuchem relatywnym (względnym); umiejętność rozpoznawania wysokości dźwięku bez konieczności porównywania jej z inną – słuchem absolutnym[1][3].
- Słuch harmoniczny (analityczny) pozwala rozpoznawać struktury wertykalne i horyzontalne utworu muzycznego: współbrzmienia, akordy, polifonię oraz melodię (następstwa dźwięków)[2][4].
- Słuch rytmiczny pozwala rozpoznawać rytm i tempo melodii[2].
- Słuch tembrowy[4] pozwala rozróżniać barwy dźwięków[2].
- Słuch dynamiczny[4] pozwala rozróżniać głośność[2] lub natężenie dźwięku[3].